# Robert Lundberg
Karl Robert Lundberg, född 1861 i Stockholm, död 1903 i Mörsil, var en svensk målare. 

## Biografi

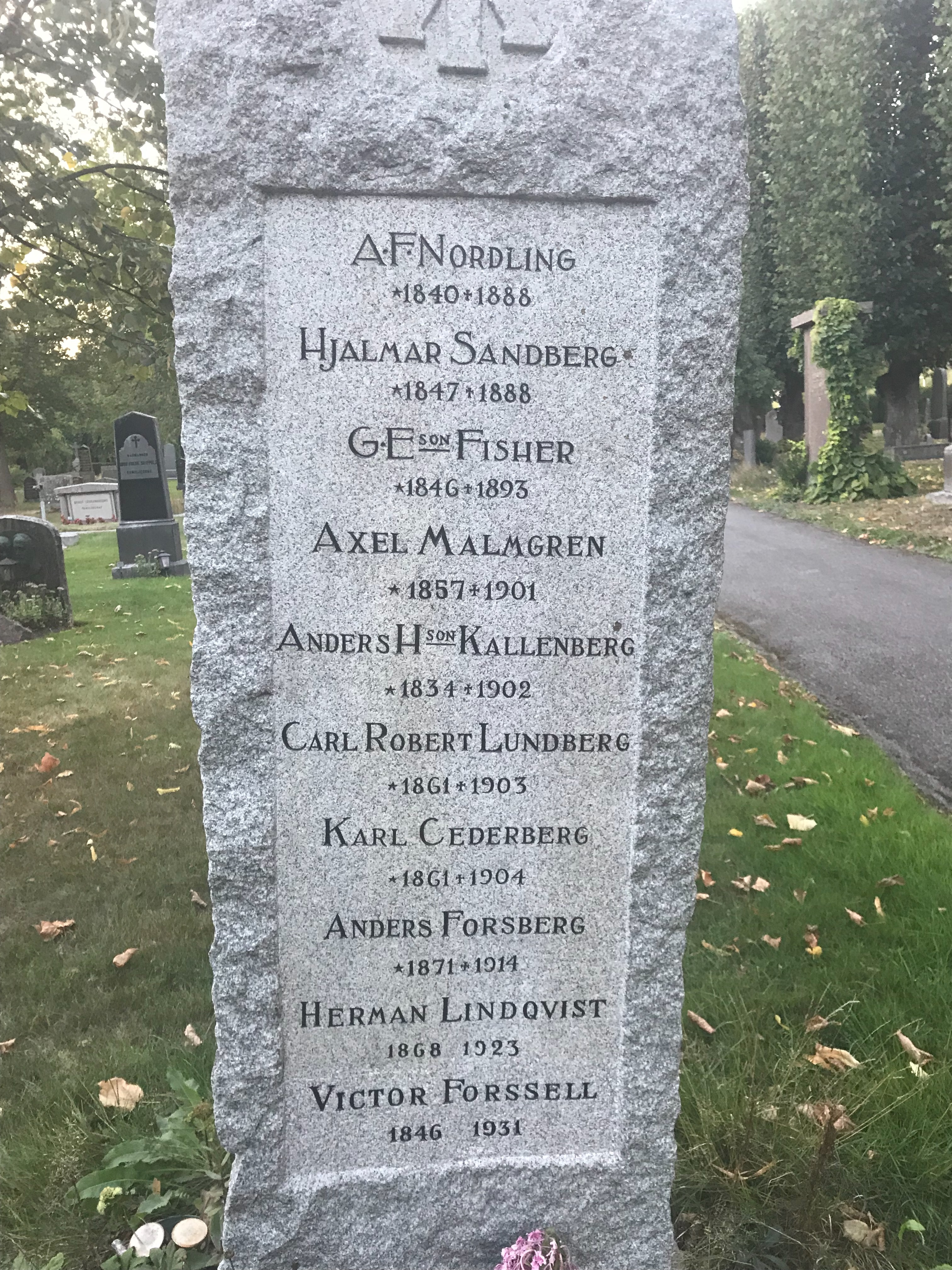
Gravvård Norra begravningsplatsen

Robert Lundberg var son till Carl Alexander Lundberg och Lovisa Katharina Hellberg. Hans konstutbildning inleddes med studier vid Tekniska skolan i Stockholm. Därefter studerade han vid Konstakademien åren 1883–1887. Bland hans studiekamrater återfinner man Gottfrid Kallstenius, Gerda Roosval-Kallstenius, Anton Genberg och Carl Johansson. Under 1889–1890 bedrev han vidare studier i Finland, Marocko och Paris. Hösten 1897 vistades han i England. Senare tvingades han bo på kurorter i Schweiz och Jämtland för att försöka bli kurerad från lungsjukdom. Han kom dock 1903 att avlida på sanatorium i Mörsil.
Lundberg var verksam som landskapsmålare och porträttmålare - främst  framställningar av olika skådespelare - och därtill även som illustratör. Han finns representerad vid Nationalmuseum i Stockholm, Göteborgs konstmuseum, Åbo Akademi, Norrköpings konstmuseum och Musee Orientaliste i Marrakech, Marocko.
Fotografen Frans Gustaf Klemming fotograferade en del förlagor åt Robert Lundberg, bland annat till "Den förste december" och "Vid Högvakten" samt några av konstnärens målningar från Skeppsholmen i Stockholm. 
Lundberg var medlem av Svenska Konstnärernas Förening från 1890 och av Konstnärsförbundet 1888–1893.
Åren 1893–1900 var han gift med skådespelerskan Lotten Lundberg-Seelig.

## Bildgalleri

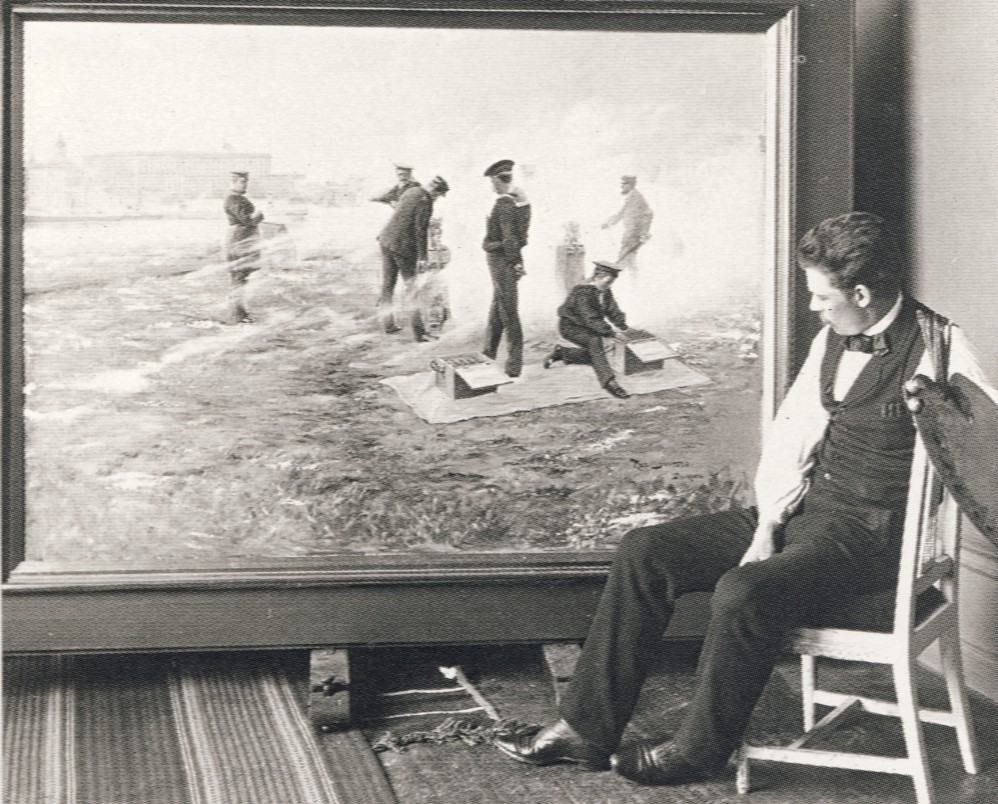
Robert Lundberg (1892)
Carl Johansson (1863-1944), konstnär, målare, g. m. Märta Berglund (1884)
Rökande modell med hund (1890)
Porträtt av skådespelaren Gustaf Fredriksson (1893)
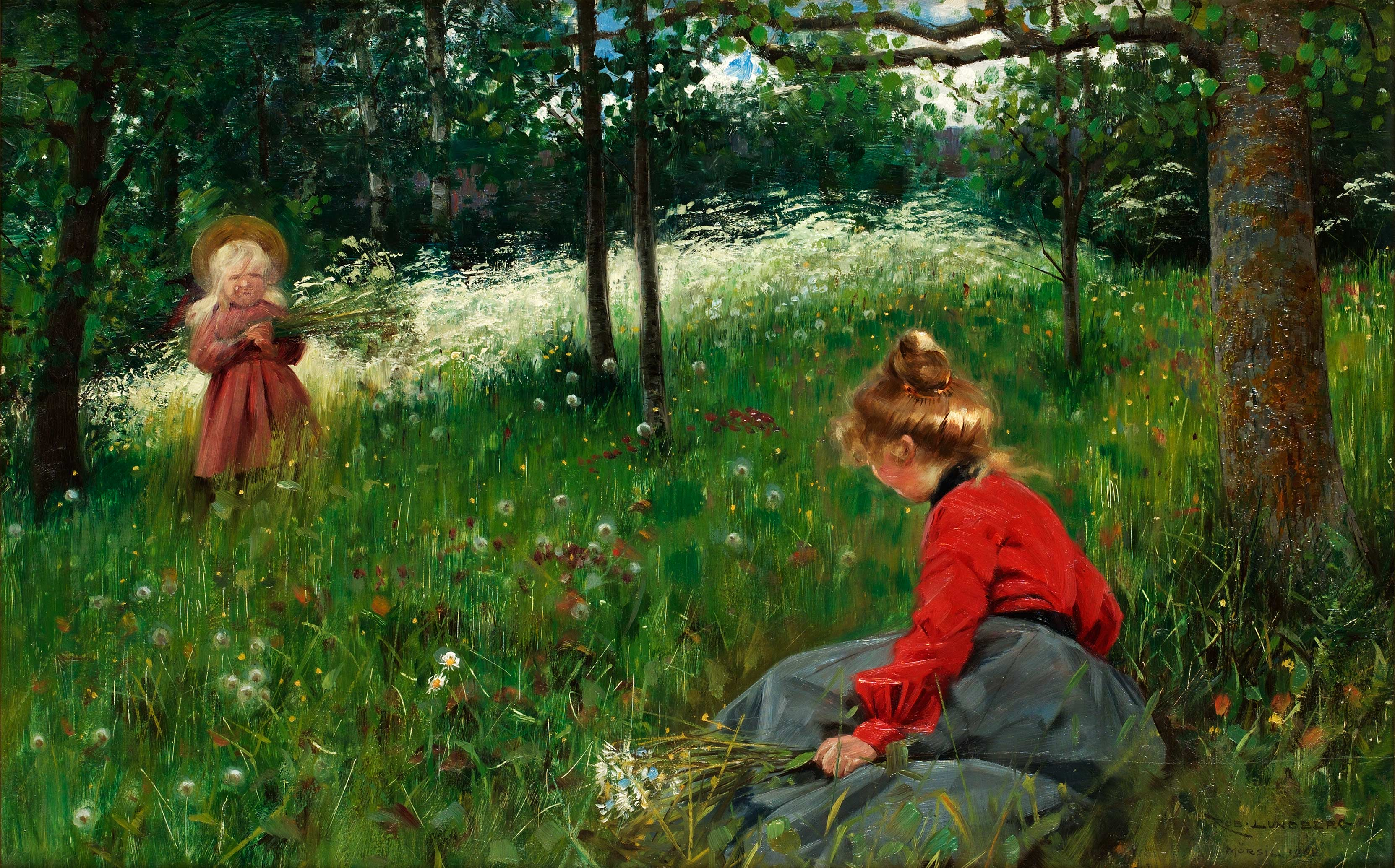
Flickor på Jämtländsk sommaräng (1902)